# Мета (департамент)
Департамент Мета (ісп. Departamento del Meta) — департамент в Колумбії, на території центральної рівнини країни — Янос. Столиця — місто Віявісенсіо.
| Колумбія | Це незавершена стаття з географії Колумбії. Ви можете допомогти проєкту, виправивши або дописавши її. |